# Correspondance avec Élisabeth
La correspondance avec Élisabeth est un échange de lettres entre René Descartes et la princesse Élisabeth de Bohême, fille du roi Frédéric de Bohême durant la période 1643-1649. Les deux se connaissent depuis 1634, année durant laquelle Elisabeth organise un débat philosophique entre Descartes et John Dury.
En 1643, la princesse Élisabeth, en exil depuis la guerre de Trente Ans, demande à Descartes de lui donner des conseils dans ces moments difficiles. De nombreux sujets seront par la suite abordés, dont les mathématiques ; le théorème de Descartes y étant démontré par celui-ci pour répondre aux questions et recherches d'Elisabeth. La correspondance se prolongera jusqu'à la mort de Descartes en 1650.
Cette correspondance constitue une importante source de réflexion sur le bonheur, l'union de l'âme et du corps, les passions, et Dieu. Mais c'est aussi une peinture des dernières années de la vie de Descartes et de ses difficultés à faire éditer ses Méditations métaphysiques.

### Éditions
- René Descartes, Correspondance avec Élisabeth, édition de Jean-Marie Beyssade et Michelle Beyssade, avec la collaboration de Delphine Antoine-Mahut, Paris, Flammarion, coll. « GF », 2018, 320 p.
- René Descartes, Correspondance avec Élisabeth de Bohême et Christine de Suède, édition de Jean-Robert Armogathe, Paris, Gallimard, coll. « Folio », 2018, 480 p.